# Scyliorhinus comoroensis
Scyliorhinus comoroensis  (лат.) — малоизученный вид глубоководных морских хрящевых рыб семейства кошачьих акул отряда кархаринообразных, известный всего по одному экземпляру. Эндемик западной части Индийского океана. Размножается, откладывая яйца.

## Таксономия
Впервые вид был описан в бюллетене музея естественной истории. Голотип представляет собой половозрелого самца длиной 46,6 см, пойманного в 1983 году на глубине 400 м у острова Нгазиджа (Союз Коморских Островов).

## Взаимодействие с человеком
Этот вид не представляет опасности для человека. Коммерческой ценности не имеет. Потенциально в качестве прилова может попадать в рыболовные сети. Данных для оценки статуса сохранности недостаточно.